# إيرا هوبارت إيفانز
إيرا هوبارت إيفانز هو عسكري وسياسي أمريكي، ولد في 11 أبريل 1844 في بيرمونت في الولايات المتحدة، وتوفي في 19 أبريل 1922 في سان دييغو في الولايات المتحدة. نشط حزبياً في الحزب الجمهوري. وقد انتخب Speaker of the Texas House of Representatives ‏.